# Nikola Krstović
Nikola Krstović (in cirillico: Никола Крстовић?; Golubovci, 5 aprile 2000) è un calciatore montenegrino, attaccante dell'Atalanta e della nazionale montenegrina.

## Caratteristiche tecniche
Centravanti dalle spiccate doti fisiche, predilige il ruolo di terminale offensivo di un attacco a tre. Possiede un buon tiro dalla distanza, pur essendo principalmente un attaccante d'area, ed è abile nel giocare a due tocchi e nel liberarsi dalla marcatura, nonché nel concludere a rete in vari modi, spesso di prima intenzione.

## Carriera

### Club

#### Zeta
Cresciuto nel settore giovanile del club della sua città natale, lo Zeta di Golubovci, debutta in prima squadra il 23 aprile 2016 in occasione dell'incontro della massima divisione montenegrina pareggiato per 1-1 contro l'Iskra Danilovgrad. L'11 marzo 2017 marca i suoi primi gol nel campionato, realizzando una doppietta nella vittoria per 3-0 contro il Jedinstvo Bijelo Polje. Nell'edizione 2017-2018 del campionato segna 13 gol, tra cui la sua prima tripletta nel campionato montenegrino, nel successo casalingo per 4-2 contro il Kom. Nella stagione 2018-2019 è il capocannoniere del campionato montenegrino con 17 reti in 33 presenze.

#### Stella Rossa e Grafičar Belgrado
Nell'estate del 2019 si trasferisce alla Stella Rossa, club serbo, secondo un accordo siglato già il 25 febbraio 2019. Esordisce nella vittoria per 2-0 contro il Mladost Lučani, il 9 ottobre, entrando in campo nel secondo tempo.
Nel gennaio 2020 si trasferisce in prestito al Grafičar Belgrado, con cui realizza 2 reti nella seconda divisione serba. 
Rientrato alla Stella Rossa, nel 2020-2021 vince il campionato serbo, in cui segna un gol, e la Coppa di Serbia, in cui segna una rete ai quarti di finale e realizza uno dei tiri di rigore nella finale contro il Partizan.

#### DAC Dunajská Streda
Il 5 settembre 2021 viene acquistato dal DAC Dunajská Streda, club slovacco con cui segna nella sua prima stagione cinque gol, il primo dei quali nel successo per 4-2 contro il ViOn Zlaté Moravce. Realizza la sua prima tripletta con il Dunajska Streda nella vittoria su 3-1 contro il Žilina. 
Nel campionato slovacco 2022-2023 è capocannoniere con 18 reti in 27 presenze.

#### Lecce
Il 17 agosto 2023 viene acquistato dal Lecce, club della Serie A, con cui firma un contratto quadriennale, con opzione per un'ulteriore stagione. Dieci giorni più tardi debutta nella massima serie italiana, segnando la rete del definitivo pareggio per 2-2 in casa della Fiorentina, per poi ripetersi nella successiva partita, vinta in casa contro la Salernitana (2-0), e in quella seguente, pareggiata in casa del Monza (1-1): in questo modo diviene il primo giocatore del Lecce andato in gol nelle prime tre partite giocate con il club.
Nel 2024 viene eletto Calciatore montenegrino dell'anno. L'11 gennaio 2025 realizza la sua prima doppietta in Serie A, nella vittoria del Lecce per 1-3 in casa dell'Empoli. Venti giorni dopo segna un goal di testa nella trasferta vinta contro il Parma per 1-3. L'8 marzo seguente realizza una doppietta nella sfida contro il Milan, persa in rimonta per 2-3. Il 14 marzo successivo segna una rete su calcio di rigore nella sconfitta in trasferta contro il Genoa per 2-1, grazie a questa rete raggiunge la doppia cifra in Serie A.

#### Atalanta
Il 20 agosto 2025 si trasferisce a titolo definitivo all'Atalanta per una cifra di 25 milioni di euro.

### Nazionale
Dopo aver militato nelle nazionali giovanili montenegrine, il 28 marzo 2022 esordisce con la nazionale maggiore, convocato dal commissario tecnico Miodrag Radulović, giocando da titolare l'amichevole con la Grecia, vinta per 1-0. Il 24 marzo 2023 segna la sua prima rete, decidendo la vittoriosa trasferta in casa della Bulgaria (1-0) nel girone di qualificazione al campionato europeo 2024. Il 19 novembre 2024 segna la prima tripletta in nazionale, nella vittoria per 3-1 contro la Turchia nell'ultima partita del girone di UEFA Nations League.

## Statistiche

### Presenze e reti nei club
Statistiche aggiornate al 20 agosto 2025.
| Stagione                   | Squadra                    | Campionato                 | Campionato | Campionato | Coppe nazionali | Coppe nazionali | Coppe nazionali | Coppe continentali | Coppe continentali | Coppe continentali | Altre coppe | Altre coppe | Altre coppe | Totale | Totale |
| Stagione                   | Squadra                    | Comp                       | Pres       | Reti       | Comp            | Pres            | Reti            | Comp               | Pres               | Reti               | Comp        | Pres        | Reti        | Pres   | Reti   |
| -------------------------- | -------------------------- | -------------------------- | ---------- | ---------- | --------------- | --------------- | --------------- | ------------------ | ------------------ | ------------------ | ----------- | ----------- | ----------- | ------ | ------ |
| 2015-2016                  | Zeta                       | 1L                         | 4          | 0          | CM              | 0               | 0               | -                  | -                  | -                  | -           | -           | -           | 4      | 0      |
| 2016-2017                  | Zeta                       | 1L                         | 19         | 7          | CM              | 0               | 0               | -                  | -                  | -                  | -           | -           | -           | 19     | 7      |
| 2017-2018                  | Zeta                       | 1L                         | 36         | 13         | CM              | 1               | 1               | UEL                | 2                  | 1                  | -           | -           | -           | 39     | 15     |
| 2018-2019                  | Zeta                       | 1L                         | 33         | 17         | CM              | 1               | 2               | -                  | -                  | -                  | -           | -           | -           | 34     | 19     |
| Totale Zeta                | Totale Zeta                | Totale Zeta                | 92         | 37         |                 | 2               | 3               |                    | 2                  | 1                  |             | -           | -           | 96     | 41     |
| 2019-feb. 2020             | Stella Rossa               | SL                         | 6          | 0          | CS              | 0               | 0               | UCL                | 0                  | 0                  | -           | -           | -           | 6      | 0      |
| feb.-giu. 2020             | Grafičar Belgrado          | 1L                         | 6          | 2          | CS              | -               | -               | -                  | -                  | -                  | -           | -           | -           | 6      | 2      |
| 2020-2021                  | Stella Rossa               | SL                         | 11         | 1          | CS              | 2               | 1               | UCL+UEL            | 0                  | 0                  | -           | -           | -           | 13     | 2      |
| ago.-set. 2021             | Stella Rossa               | SL                         | 4          | 1          | CS              | 0               | 0               | UCL+UEL            | 3+1                | 0                  | -           | -           | -           | 8      | 1      |
| Totale Stella Rossa        | Totale Stella Rossa        | Totale Stella Rossa        | 21         | 2          |                 | 2               | 1               |                    | 4                  | 0                  |             | -           | -           | 27     | 3      |
| set. 2021-2022             | DAC Dunajská Streda        | SL                         | 15+11      | 5+4        | CS              | 0               | 0               | -                  | -                  | -                  | -           | -           | -           | 26     | 9      |
| 2022-2023                  | DAC Dunajská Streda        | SL                         | 19+8       | 12+6       | CS              | 2               | 3               | UECL               | 6                  | 5                  | -           | -           | -           | 35     | 26     |
| ago. 2023                  | DAC Dunajská Streda        | SL                         | 3          | 2          | CS              | 0               | 0               | UECL               | 2                  | 0                  | -           | -           | -           | 5      | 2      |
| Totale DAC Dunajská Streda | Totale DAC Dunajská Streda | Totale DAC Dunajská Streda | 56         | 29         |                 | 2               | 3               |                    | 8                  | 5                  |             | -           | -           | 66     | 37     |
| ago. 2023-2024             | Lecce                      | A                          | 35         | 7          | CI              | 1               | 0               | -                  | -                  | -                  | -           | -           | -           | 36     | 7      |
| 2024-2025                  | Lecce                      | A                          | 37         | 11         | CI              | 1               | 1               | -                  | -                  | -                  | -           | -           | -           | 38     | 12     |
| ago. 2025                  | Lecce                      | A                          | 0          | 0          | CI              | 1               | 1               | -                  | -                  | -                  | -           | -           | -           | 1      | 1      |
| Totale Lecce               | Totale Lecce               | Totale Lecce               | 72         | 18         |                 | 3               | 2               |                    | -                  | -                  |             | -           | -           | 75     | 20     |
| 2025-2026                  | Atalanta                   | A                          | -          | -          | CI              | -               | -               | UCL                | -                  | -                  | -           | -           | -           | -      | -      |
| Totale carriera            | Totale carriera            | Totale carriera            | 247        | 88         |                 | 9               | 9               |                    | 14                 | 6                  |             | -           | -           | 270    | 103    |

### Cronologia presenze e reti in nazionale
| Cronologia completa delle presenze e delle reti in nazionale ― Montenegro | Cronologia completa delle presenze e delle reti in nazionale ― Montenegro | Cronologia completa delle presenze e delle reti in nazionale ― Montenegro | Cronologia completa delle presenze e delle reti in nazionale ― Montenegro | Cronologia completa delle presenze e delle reti in nazionale ― Montenegro | Cronologia completa delle presenze e delle reti in nazionale ― Montenegro | Cronologia completa delle presenze e delle reti in nazionale ― Montenegro | Cronologia completa delle presenze e delle reti in nazionale ― Montenegro |
| Data                                                                      | Città                                                                     | In casa                                                                   | Risultato                                                                 | Ospiti                                                                    | Competizione                                                              | Reti                                                                      | Note                                                                      |
| ------------------------------------------------------------------------- | ------------------------------------------------------------------------- | ------------------------------------------------------------------------- | ------------------------------------------------------------------------- | ------------------------------------------------------------------------- | ------------------------------------------------------------------------- | ------------------------------------------------------------------------- | ------------------------------------------------------------------------- |
| 28-3-2022                                                                 | Podgorica                                                                 | Montenegro                                                                | 1 – 0                                                                     | Grecia                                                                    | Amichevole                                                                | -                                                                         | 62’                                                                       |
| 11-6-2022                                                                 | Podgorica                                                                 | Montenegro                                                                | 1 – 1                                                                     | Bosnia ed Erzegovina                                                      | UEFA Nations League 2022-2023 - 1º turno                                  | -                                                                         | 67’                                                                       |
| 14-6-2022                                                                 | Bucarest                                                                  | Romania                                                                   | 0 – 3                                                                     | Montenegro                                                                | UEFA Nations League 2022-2023 - 1º turno                                  | -                                                                         | 88’                                                                       |
| 17-11-2022                                                                | Podgorica                                                                 | Montenegro                                                                | 2 – 2                                                                     | Slovacchia                                                                | Amichevole                                                                | -                                                                         | 90’                                                                       |
| 20-11-2022                                                                | Lubiana                                                                   | Slovenia                                                                  | 1 – 0                                                                     | Montenegro                                                                | Amichevole                                                                | -                                                                         | 70’                                                                       |
| 24-3-2023                                                                 | Razgrad                                                                   | Bulgaria                                                                  | 0 – 1                                                                     | Montenegro                                                                | Qual. Euro 2024                                                           | 1                                                                         | 71’                                                                       |
| 27-3-2023                                                                 | Podgorica                                                                 | Montenegro                                                                | 0 – 2                                                                     | Serbia                                                                    | Qual. Euro 2024                                                           | -                                                                         | 26’                                                                       |
| 17-6-2023                                                                 | Podgorica                                                                 | Montenegro                                                                | 0 – 0                                                                     | Ungheria                                                                  | Qual. Euro 2024                                                           | -                                                                         | 72’                                                                       |
| 20-6-2023                                                                 | Podgorica                                                                 | Montenegro                                                                | 1 – 4                                                                     | Rep. Ceca                                                                 | Amichevole                                                                | -                                                                         | 58’                                                                       |
| 7-9-2023                                                                  | Kaunas                                                                    | Lituania                                                                  | 2 – 2                                                                     | Montenegro                                                                | Qual. Euro 2024                                                           | 1                                                                         |                                                                           |
| 10-9-2023                                                                 | Podgorica                                                                 | Montenegro                                                                | 2 – 1                                                                     | Bulgaria                                                                  | Qual. Euro 2024                                                           | -                                                                         | 60’ 76’                                                                   |
| 17-10-2023                                                                | Belgrado                                                                  | Serbia                                                                    | 3 – 1                                                                     | Montenegro                                                                | Qual. Euro 2024                                                           | -                                                                         |                                                                           |
| 16-11-2023                                                                | Podgorica                                                                 | Montenegro                                                                | 2 – 0                                                                     | Lituania                                                                  | Qual. Euro 2024                                                           | -                                                                         | 79’                                                                       |
| 19-11-2023                                                                | Budapest                                                                  | Ungheria                                                                  | 3 – 1                                                                     | Montenegro                                                                | Qual. Euro 2024                                                           | -                                                                         | 70’                                                                       |
| 21-3-2024                                                                 | Boztepe                                                                   | Montenegro                                                                | 2 – 0                                                                     | Bielorussia                                                               | Amichevole                                                                | 1                                                                         | 66’                                                                       |
| 25-3-2024                                                                 | Boztepe                                                                   | Montenegro                                                                | 1 – 0                                                                     | Macedonia del Nord                                                        | Amichevole                                                                | -                                                                         | 61’ 69’                                                                   |
| 5-6-2024                                                                  | Bruxelles                                                                 | Belgio                                                                    | 2 – 0                                                                     | Montenegro                                                                | Amichevole                                                                | -                                                                         | 87’                                                                       |
| 9-6-2024                                                                  | Podgorica                                                                 | Montenegro                                                                | 1 – 3                                                                     | Georgia                                                                   | Amichevole                                                                | -                                                                         | 46’                                                                       |
| 6-9-2024                                                                  | Reykjavík                                                                 | Islanda                                                                   | 2 – 0                                                                     | Montenegro                                                                | UEFA Nations League 2024-2025 - 1º turno                                  | -                                                                         | 78’                                                                       |
| 9-9-2024                                                                  | Nikšić                                                                    | Montenegro                                                                | 1 – 2                                                                     | Galles                                                                    | UEFA Nations League 2024-2025 - 1º turno                                  | -                                                                         |                                                                           |
| 11-10-2024                                                                | Samsun                                                                    | Turchia                                                                   | 1 – 0                                                                     | Montenegro                                                                | UEFA Nations League 2024-2025 - 1º turno                                  | -                                                                         |                                                                           |
| 14-10-2024                                                                | Cardiff                                                                   | Galles                                                                    | 1 – 0                                                                     | Montenegro                                                                | UEFA Nations League 2024-2025 - 1º turno                                  | -                                                                         |                                                                           |
| 16-11-2024                                                                | Nikšić                                                                    | Montenegro                                                                | 0 – 2                                                                     | Islanda                                                                   | UEFA Nations League 2024-2025 - 1º turno                                  | -                                                                         |                                                                           |
| 19-11-2024                                                                | Nikšić                                                                    | Montenegro                                                                | 3 – 1                                                                     | Turchia                                                                   | UEFA Nations League 2024-2025 - 1º turno                                  | 3                                                                         | 62’                                                                       |
| 22-3-2025                                                                 | Nikšić                                                                    | Montenegro                                                                | 3 – 1                                                                     | Gibilterra                                                                | Qual. Mondiali 2026                                                       | -                                                                         |                                                                           |
| 25-3-2025                                                                 | Nikšić                                                                    | Montenegro                                                                | 1 – 0                                                                     | Fær Øer                                                                   | Qual. Mondiali 2026                                                       | -                                                                         |                                                                           |
| 6-6-2025                                                                  | Plzeň                                                                     | Rep. Ceca                                                                 | 2 – 0                                                                     | Montenegro                                                                | Qual. Mondiali 2026                                                       | -                                                                         |                                                                           |
| Totale                                                                    |                                                                           | Presenze                                                                  | 27                                                                        |                                                                           | Reti (8º posto)                                                           | 6                                                                         |                                                                           |

## Palmarès

### Club

#### Competizioni nazionali
- Campionato serbo: 1

Stella Rossa: 2020-2021
- Coppa di Serbia: 1

Stella Rossa: 2020-2021

### Individuale
- Capocannoniere del campionato montenegrino: 1

2018-2019 (17 gol)
- Capocannoniere del campionato slovacco: 1

2022-2023 (18 gol)
- Calciatore montenegrino dell'anno: 1

2024